# Famille de Mévouillon
Pour l’article homonyme, voir Mévouillon, actuelle commune de la Drôme.
La famille de Mévouillon, que l'on trouve également sous les formes Mevouillon ou encore Meuillon, est un lignage féodal de Provence (actuel département de la Drôme), qui a contrôlé une partie des Baronnies, en Dauphiné.

## Histoire

### Origines
L'archéologue médiéviste Marie-Pierre Estienne (2004, 2008) indique que les Mévouillon-Mison relèvent d'un groupe familial apparu au cours du XIe siècle,. Le plus ancien document dans lequel le patronyme Mévouillon est mentionné date de 1057, selon le Cartulaire Saint-Victor de Marseille (no 184),. Sa forme varie dans la documentation médiévale du siècle avec de Medillone, de Methulensis et de Mettulionis,.
L'étude des castra entre les mains de ce lignage démontre une première implantation à l’extrémité orientale des Baronnies,. Estienne (2008) souligne ainsi l'emprise des premiers degrés de la famille sur les sièges épiscopaux de Gap, Vaison et Sisteron, au début du XIe siècle.
Le premier membre mentionné dans l'acte no 184 du Cartulaire Saint-Victor est Laugier de Medillone, frère de Ripert I,. On le retrouve comme témoin dans une donation de 1087 par l'évêque de Gap, Féraud, où il prend ce même patronyme (Cartulaire de l’abbaye de Cluny no 3620),. Tous deux, ainsi que Raimbaud et Hugues, sont les fils de Percipia, selon un acte du Cartulaire de Saint-Victor de Marseille (CSV no 730). Le nom de son époux n'est pas connu et fait l'objet de débats.
Raymond de Mévouillon participe, à Arles, au couronnement de Frédéric Ier le 30 juillet 1178. Quelques jours plus tard l'empereur publie le 8 août 1178, à Valence, un diplôme par lequel « voulant récompenser les mérites envers l'empire de Raymond de Mévouillon (Medullione), il lui confirme tout ce qu'il possède en fief ou en alleu, sous réserve de fidélité à la couronne, et ne permettra à personne de l'en dépouiller ». Cet acte, ainsi que celui de 1166, permettent à ce seigneur d'affirmer son indépendance dans les Baronnies, « favorisée par l’éloignement du pôle central des pouvoirs » (Estienne, 2008).
En 1317, Raymond de Mévouillon fait don de sa baronnie au Dauphin. La baronnie de Montauban fut acquise par le Dauphin Humbert I.
En 1334, Mabille Adhémar, épouse de Raymond de Mévouillon, fait de sa sœur Éléonore son héritière. Cette Éléonore fut mariée à Pierre des Barres puis à Pierre de La Chaux. Ce dernier fut obligé par Mabille à prendre pour nom celui de Mévouillon. Ainsi apparait la seconde Maison de Mévouillon, qui elle-même s'éteignit dans celle des Bon. Pierre Bon, racheta au Dauphin la baronnie de Mévouillon en 1558.

### Baronnies de Mévouillon et de Montauban
Les Mévouillon prêtèrent hommages au Dauphin en 1293, mais s'en étaient déjà reconnu vassal en 1203. Ils avaient établi leur capitale administrative aux Buis, pour la seigneurie de Mévouillon et à Nyons pour celle de Montauban. Ils achetèrent le territoire de la commune de Roynac au XIVe siècle.
La baronnie de Mévouillon comprenait 35 terres et était délimitée au sud par le Ventoux, le plateau d’Albion et la montagne de Lure, à l’ouest par la plaine du Rhône, à l’est par le Buëch et au nord approximativement par le Diois

### Branches
Gustave de Rivoire de La Bâtie (1867) soulignait que « tant de familles ont été substituées à ce nom, qu'il est assez difficile de se reconnaître dans la généalogie de ceux qui l'ont porté. ». Ainsi une branche de la famille de Grolée, les marquis de Bressieux portent le nom Mévouillon, à la suite du mariage de Béatrice de Mévouillon avec Jean de Grolée en 1450. L'historien Joseph Roman (1888) indique, dans une notice consacrée au sénéchal de Beaucaire (1425), Guillaume de Mévouillon ou Meuillon, que le nom est passé aux Grolée à la suite de l'héritage des biens du sénéchal, probablement sans postérité, mais que ce dernier ne relevait pas de la famille des barons de Mévouillon, mais qu'il était issu d'une famille de la Chaup qui avait repris (vers 1290) le nom d'une branche de l'ancienne famille baronnale.
Une autre branche s'éteignit dans la famille de Calme au XIIIe siècle, qui à son tour s'éteignit dans celle de Grolée. Une autre de ses branches était baron de Montauban.

## Titres et fiefs
- Vicomte de Gap,
- Baron de Mévouillon,
- Baron de Montauban,
- Seigneurs de : Alauzon, Arpavon, Aulan, Autanne, Barret-de-Lioure, Curnier, bastide du col d'Ey, Beauvoisin, Blacons, le Bruchet, Bruis, le Buis, la Charce, Clermont, Cornillac, Cornillon-sur-l'Oule, bastide de Coste-Chaude, Cotignac, Eygaliers, Eyroles, Ferrassières, bastille de Guillaume, Guibert, Lachau, Lazer, Izon, la Jonche, Mérindol(-les-Oliviers), Mévouillon, Miravail, Mollans, Montaud, Montaulieu, Montbrun, Montmorin, Montréal, la bastide de Marcenne, Ollon, Pellonne, Pierrelongue, les Pilles, Plaisians, Visan, Pommerol, Propriac, Proyas, Reilhannette, Rémuzat, Revest, Ribiers, Rochebrune, Roche-Saint-Secret, Roche-sur-Buis, Le Poët, Sahune, Sainte-Jalle, Saint-Marcellin(-les Vaisons), Saint Maurice, Saint Sauveur, Sorbiers, Séderon, bastide du col de Soubeyran, Tarendol, bastide des Tourettes, Trescléoux, Ubrieux, Valréas, Vercoiran.

## Filiation

### Premiers degrés
La filiation de ces premiers degrés repose sur des hypothèses, dont « la plus récente et la plus convaincante » (Magnani, 1999) serait celle de Jean-Pierre Poly (1991), reprise en partie par Etienne (2004, 2008). Les dates correspondent aux mentions dans la documentation.
- Pons I (945-954), précariste de l'archevêque d'Arles, à Mornas, ∞ Blismodis
  - Pons II, précariste de Nyons (967-986), ∞ (?) Richilde
    - Pons III, précariste de Nyons (984, 986-1033), ∞ N.N.
      - (?) Laugier II, ∞ (?) Percipia, auteur des Mévouillon.
        - Laugier III de Medillone (1060), ∞ Dalmatia
        - Ripert Methulensis (1082), évêque de Gap (1053-1061), ∞ Beatrix/Béatrice
          - Ripert-Giraud II (1082)
          - Isnard/Ysnard (1082)
          - Pierre (1082)
          - Raimbaud (1082)
          - Hugues (1082)

        - Hugues Metullionis
        - Raimbaud (1060)

      - Isnard.

    - (?) Laugier dit de Nice, précariste de Nyons (986-1032), auteur de la lignée des Nice-Orange, ∞ Odile.
    - (?) Féraud, évêque de Gap (1034-1040).
    - (?) Pierre dit de Mirabel, évêque de Vaison (1010-1034).
    - (?) Arnoux/Arnoul/Arnulfe (1023).
    - (?) Geraud/Gérard/Giraud (1023).
    - (?) Raoul/Roux/Rodolphe (1023).
      - Rodolphe/Rodulfi/Rodulfus, évêque de Gap[20].

    - (?) Raimbaud (1023).

  - Imbert/Umbert [I/II], précariste de Mornas, évêque de Vaison (954-1006).
  - Garnier, (?) évêque d'Avignon (977-992/1002).
  - Izon, procuratores d'Uzès, précariste de Mornas (983).
  - Blismodis (983-1005), ∞ Hugues.

### Filiation attestée
Filiation des Mévouillon débutant avec Laugier II et probablement Percipia (voir ci-dessus),.
- (?) Laugier II, ∞ (?) Percipia.
  - Laugier de Medillone (1060).
  - Ripert Methulensis (1082), évêque de Gap (1053-1061), ∞ Beatrix/Béatrice.
    - Ripert-Giraud II (1082), ∞ Odile ou Sanche.
      - Raymond I, ∞ Alaays.
        - Raymond II († v. 1198), ∞ NN., confirmé par l'empereur comme seigneur allodial en 1178, croisé en 1190.
          - Ermengarde ∞ Bertrand des Baux.
          - Béatrix ∞ Bertrand d'Agoult.
          - Raymond III, ∞ Saure de Fay.
            - Raymond IV († 1274), ∞ Sybille.
              - Raymond V le Dominicain, ∞ Béatrix comtessona de Genève.
                - Raymond VI, fait dont de la baronnie de Mévouillon au Dauphin en 1317.
                - Guillaume, ∞ Catherine d'Orpierre.
                - Béatrix ∞ Sicard Alleman.

              - Raymond de Mévouillon, évêque de Gap, archevêque d'Embrun.

            - Almuse, ∞ Dragonet III (voir ci-dessous).
            - Raymond le bossu (1238) ∞ Josserande.
              - Galburge ∞ Lambert Adhémar.

        - Wilelma, ∞ Raymond de Montauban, d'ou les Mévouillon-Montauban.
          - Dragonet II de Montauban, ∞ Gasca.
            - Raymond II de Montauban, ∞ NN.
              - Dragonet III, ∞ Almuse (voir ci-dessus).

      - Giraud.
      - Guillaume.
      - Pons.
      - Rambaud ∞ Austrudis.

    - Isnard/Ysnard (1082).
    - Pierre (1082).
    - Raimbaud (1082), seigneur de Lachau ∞ Alasie.
      - Raimbaud ∞ Béatrix de Castellane.
        - Bertrand ∞ Alasacie des Baux.
        - Bertrand Rambaud ∞ Stéphanette d'Orpierre.
        - Raymbaud ∞ Galburge de Mévouillon.
          - Guillaume, bailli de Gap (1292).
            - Guillaume (1376), d'ou les Grolée-Mévouillon.
              - Guillaume (1414) ∞ Louise Grimaldi.
                - Pierre (1428).
                - Béatrix ∞ Jean Alleman.

          - Raimbaud ∞ Mabile Adhémar.
          - Pierre ∞ Eléonore Adhémar.

  - Hugues Metullionis (1060).
  - Raimbaud (1060).

## Personnalités
- Domina Percipia, figure fondatrice de la lignée.
- Ripert I de Mévouillon, évêque de Gap (v.1053-1061).
- Raymond I, seigneur de Mévouillon.
- Raymond II, seigneur de Mévouillon.
- Raymond IV de Mévouillon, baron de Mévouillon.
- Raymond de Mévouillon († 1294), fils de Raymond IV, évêque de Gap en 1281, puis archevêque d'Embrun en 1289.

## Armes
| Image | Armoiries                                                                               |
| ----- | --------------------------------------------------------------------------------------- |
|       | Mévouillon (selon Roman) : - De gueules chapé d'hermine.                                |
|       | Mévouillon (selon Rivoire) : - De gueules, chaussé d'hermines.                          |
|       | Mévouillon (selon Artefeuil) : - D'hermine, chapé de gueules.                           |
|       | Mévouillon (selon Allard) : - D'argent moucheté de sable au chef d'or chapé de gueules. |

## Alliances
Les principales alliances des Mévouillon et leurs branches sont : Montdragon, Baux-Orange, Sabran, Castellane, Montauban, Agoult, Simiane, Arthaud, Ahémar, Alleman, de Ponteves, Focalquier, Faye, Montpellier, Mison, Taulign, Grimaldi, Monteynard, de Blacas, d'Urgell, de Valavoire, de Narbonne, Rame, de Vaison, d'Aix, de Genève, de Villemur.

## Demeures
- Château de Mévouillon[25],[14] : des fouilles archéologiques ont pu révéler la trace de la chapelle castrale. Ne subsiste que l'ayguier, la forteresse ayant été rasée au XVIIe siècle[réf. nécessaire].
- Château de Cornillon-sur-Oule.
- Château Giraud.

## Galerie

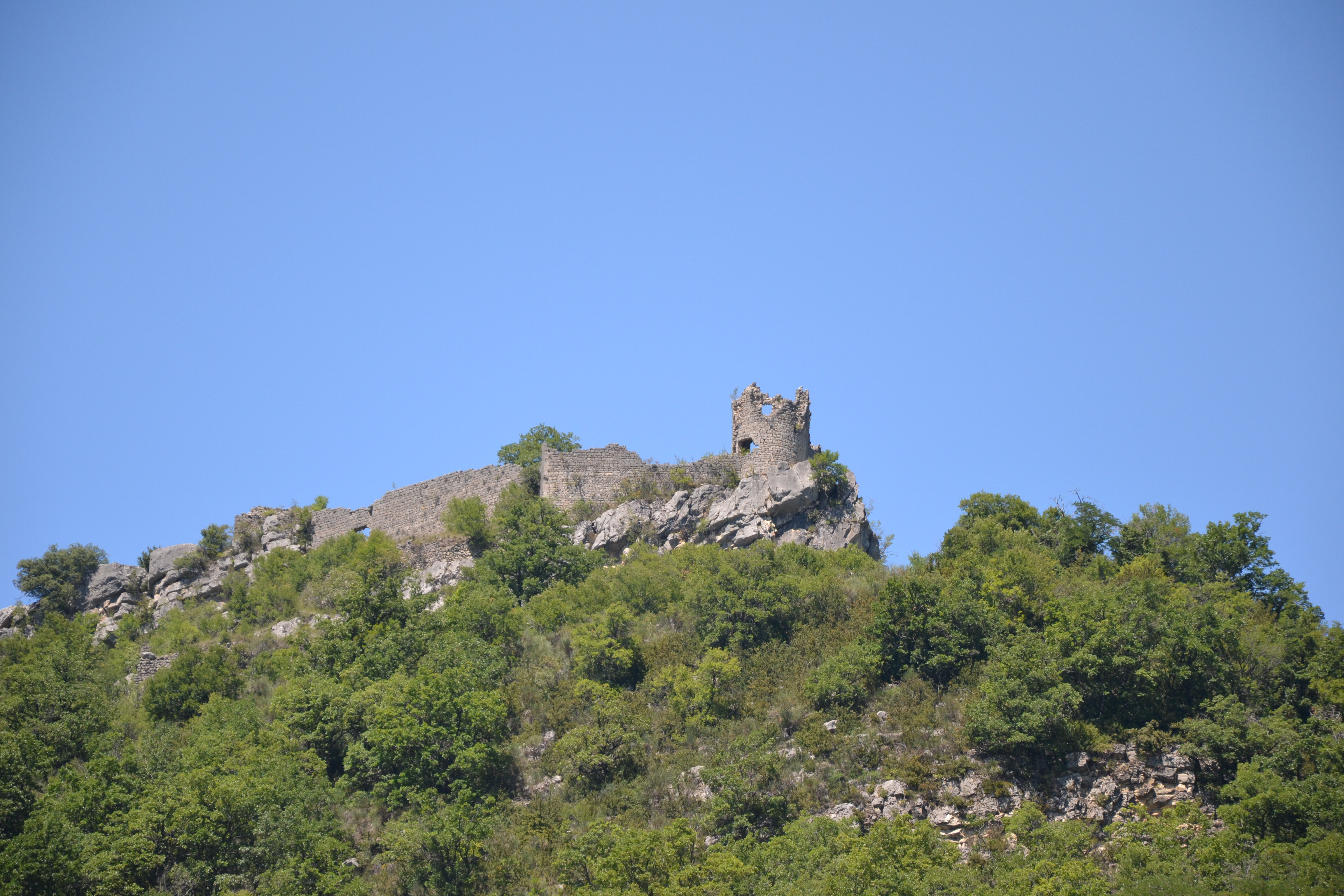
Vestiges du château de Cornillon-sur-Oule
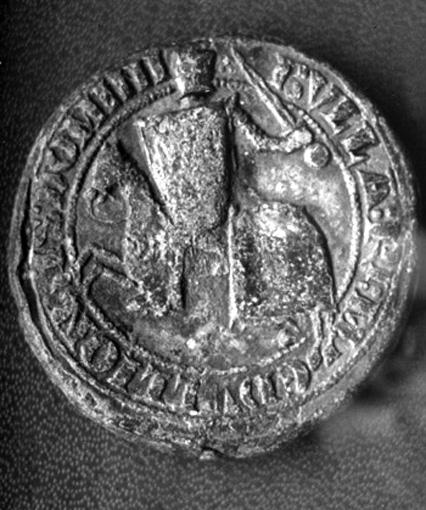
Sceau de Raymond de Mévouillon.
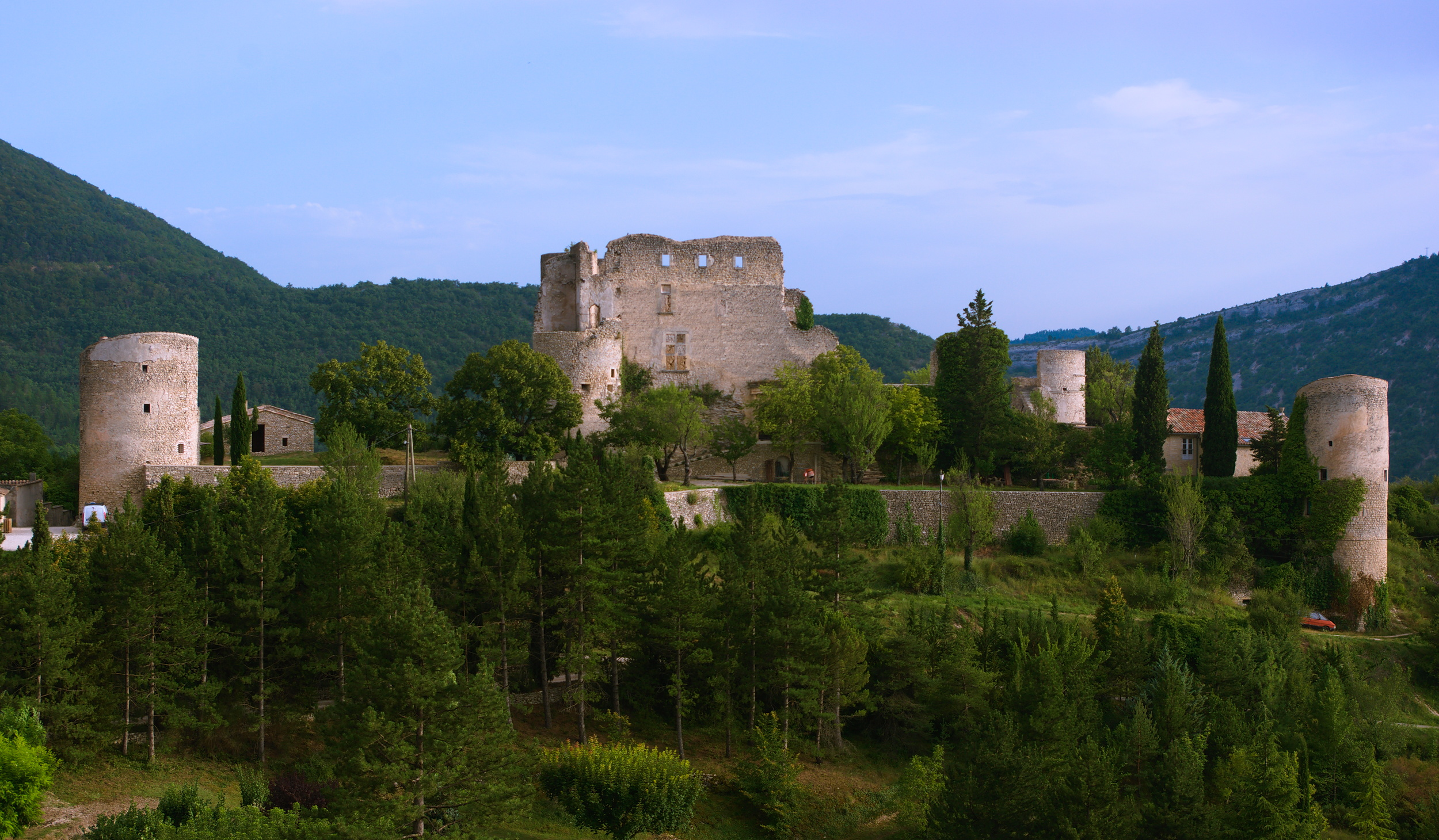
Château de Montbrun-les-Bains
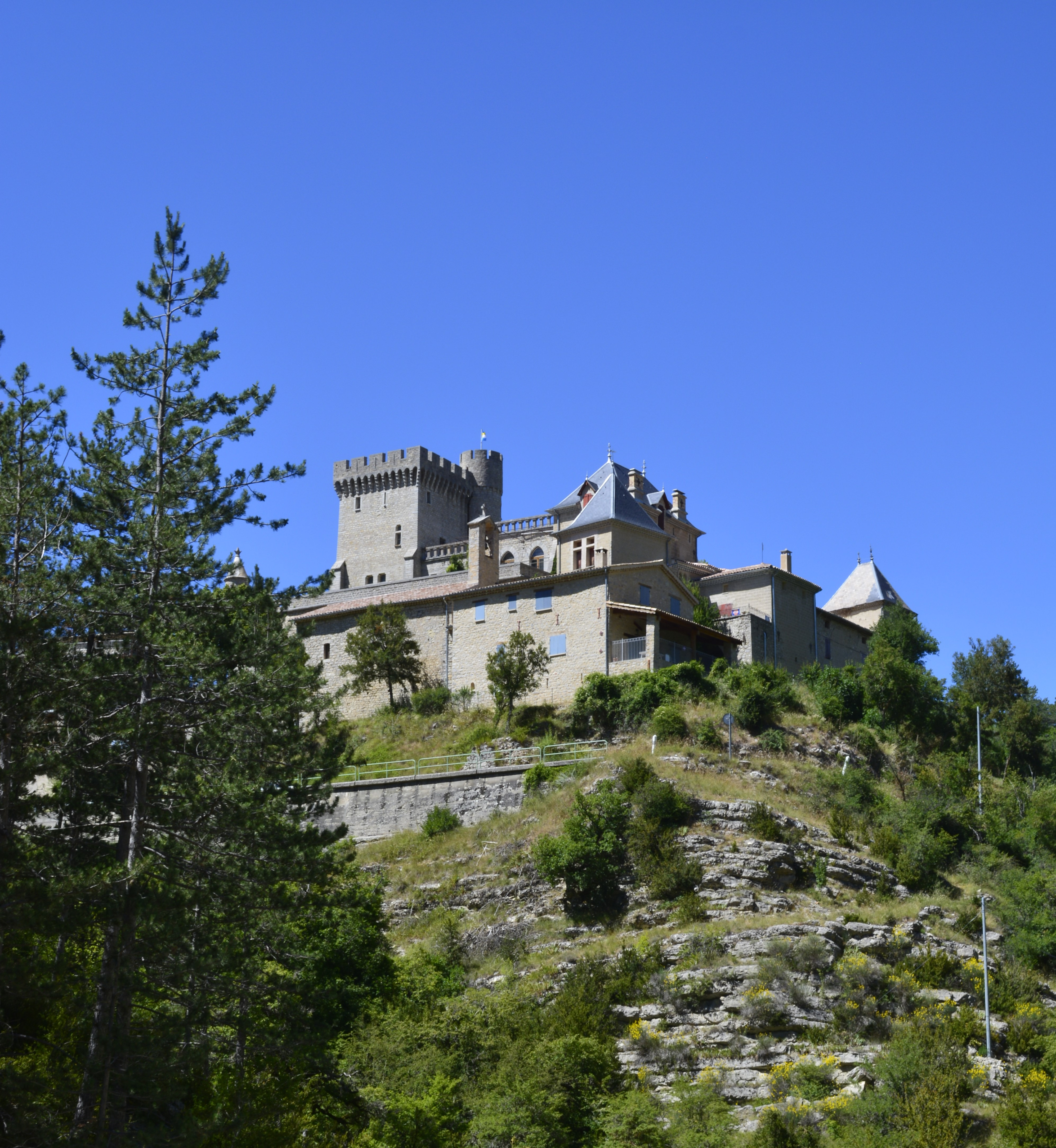
Château d'Aulan.
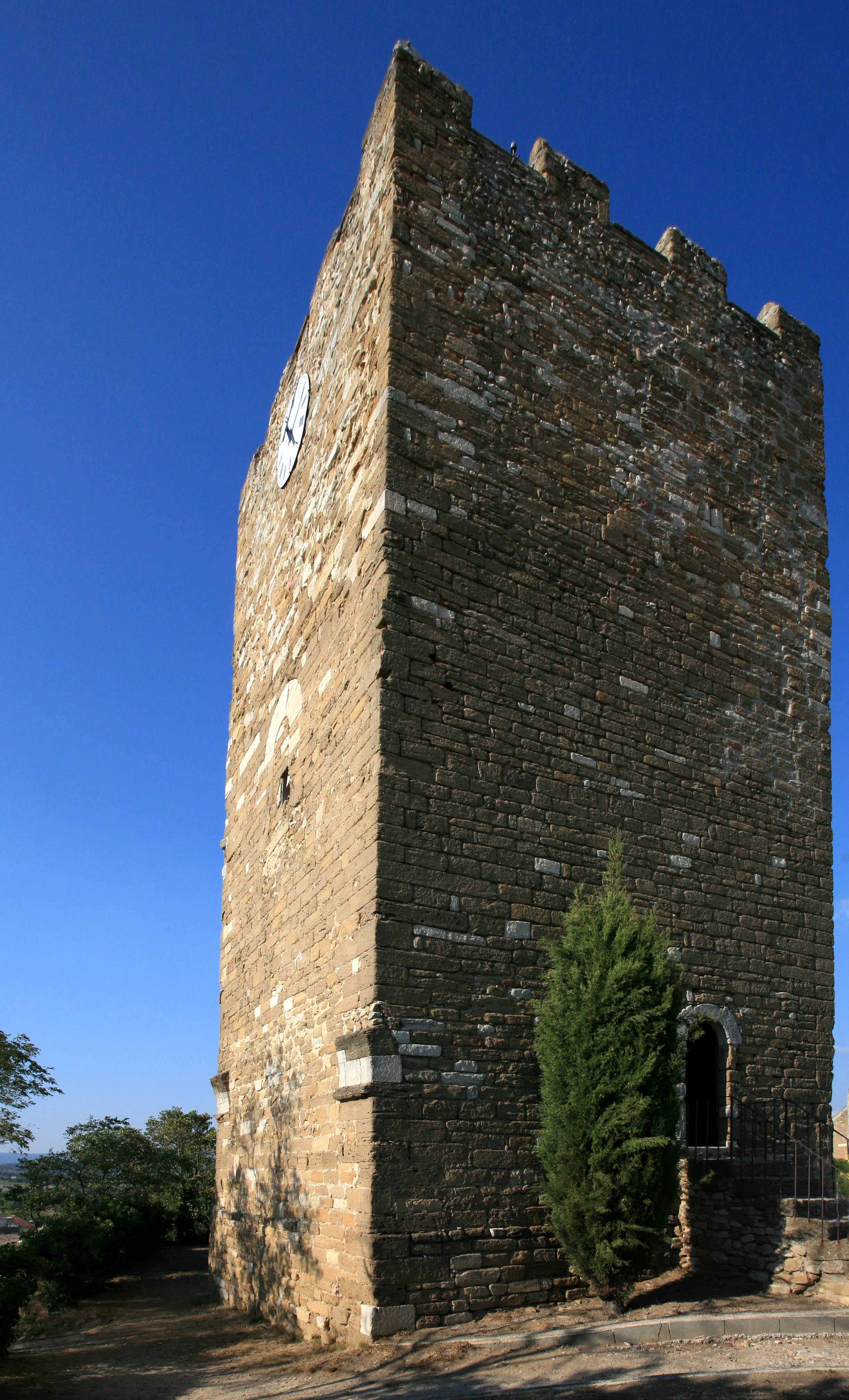
Tour Ripert à Valréas.
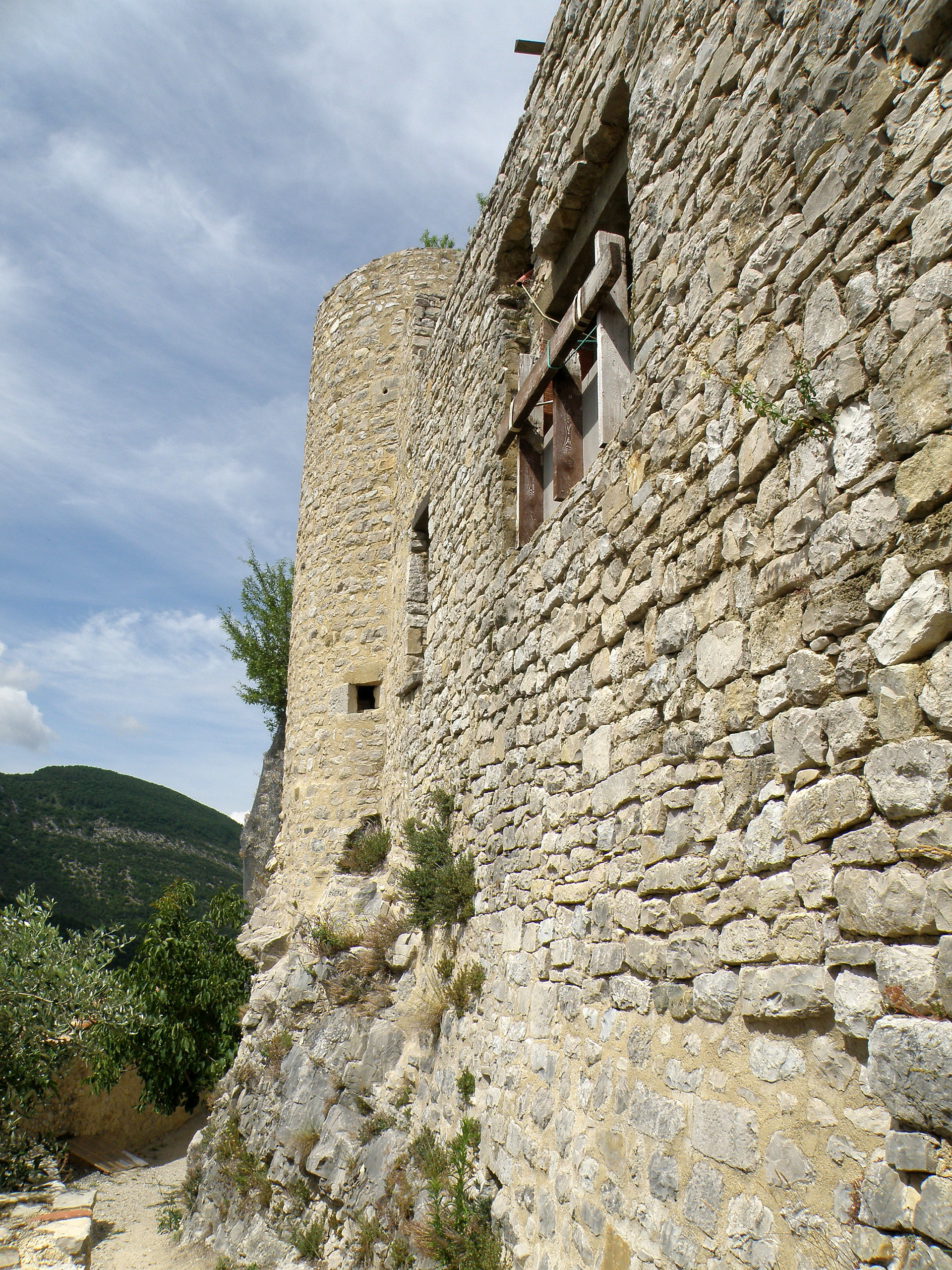
Château de Vercoiran.